# Jens Lund (maler)
 Der er flere personer med dette navn, se Jens Lund.
Jens Martin Victor Lund (18. november 1871 i København – 10. juni 1924 i Hellerup) var en dansk tegner, maler og grafiker.

## Uddannelse
Han var søn af hofsnedkermester Jens Gustav Lund og Martine Theodora født Thaning. Lund forlod tidligt skolen på grund af en nervesygdom og blev elev af maleren Axel Hou. Han kastede sig ud i studier af forstvæsen og jura, men valgte at satse på sit kunstneriske talent. Lund var et års tid elev hos maleren J.J. Jensen Egeberg, men sin virkeligt betydningsfulde uddannelse og inspiration fik Lund under et ophold i Paris fra 1896 til 1899, hvor han besøgte Académie Julian, blev elev af Tony Robert-Fleury og desuden mødte de åndsbeslægtede kunstnere Rudolph Tegner, Johannes Holbek og Niels Hansen Jacobsen.
Denne rejse blev efterfulgt af besøg i Italien 1901-03; Grækenland 1902 (sammen med Rudolph Tegner); Spanien og Marokko 1905 (igen sammen med Tegner); Italien 1905-07; Paris og Brügge 1909; Gotland 1910 samt Paris 1912 og 1921.

## Stil og værker
I det upublicerede manuskript Mindet og Nuet (ca. 1921, Vejen Kunstmuseum) beskrev Jens Lund fællesskabet mellem de danske kunstnere i 1890'ernes Paris, hvor de var forenet i inspirationen fra den litterære symbolisme og art nouveau.
Modsat Holbeks mere manifeste figurative værker med personer og dyr fokuserede Lund på at frembringe enkle sort-hvide tuschtegninger med organiske ornamenter og drømmende landskaber som motiver. Kun sjældent optræder personer, dyr eller kraftige farver i hans arbejder. I sine bøger, Livets Skov og Forvandlede Blomster, arbejdede han hen imod en psykologisk forbindelse mellem skrift og grafisk udtryk.
Jens Lunds ornamentale tegninger var direkte inspireret af fransk art nouveau og er derved enestående i dansk kunst. Hans tegninger blev bl.a. af Richard Mortensen og Asger Jorn i 1930'erne og 1940'erne opfattet som forløbere for surrealismen. Jens Lund senere virke var af mere traditionelt tilsnit og baseret på naturalistisk formsprog. Han er især velrepræsenteret i Vejen Kunstmuseums samling, hvortil hans livsværk blev doneret af Lunds efterladte ved sin død i 1924.
Lund var medlem af bestyrelsen for Grafisk Kunstnersamfund fra 1918 og formand fra 1921 til sin død.
Jens Lund blev gift 13. oktober 1893 i Esbønderup Kirke med Ane Kirstine Bolette Redested (13. marts 1865 i København - 30. juni 1941 sammesteds), datter af overlærer, kateket, senere sognepræst Oluf Ansteen Leopold Frederik Redested og Caroline Mathilde født Friederichsen.
Han er begravet på Assistens Kirkegård.

## Udstillinger
- Salonen, Champs-de-Mars, Paris 1898
- Den frie Udstilling 1901
- Landsudstillingen i Aarhus 1909
- Charlottenborg Forårsudstilling 1910-11 og 1913-25
- Kunstnernes Efterårsudstilling 1911
- Grafisk Kunstnersamfund 1915
- Charlottenborg Efterårsudstilling 1922
- Symbolismen i dansk kunst, Nivaagaards Malerisamling 1993

Separatudstillinger:
- Den frie Udstilling 1909
- Winkel & Magnussen, København 1910
- Fru Vige, København ca. 1918
- Kunstforeningen i København 1922 (sammen med Anton Hansen), 1926
- Vagn Winkel, København 1934 (efterladte arbejder)
- Vejen Kunstmuseum 1986
- Nørresundby Kunstforening 1991

## Værker
(alle i Vejen Kunstmuseum, med mindre andet er anført)

Malerier:
- Dagens blomst (1898)
- Nattens blomst (1898)
- Herrens herlighed (glasmaleriudkast, 1899-1900)
- Landskabs- og arkitekturbilleder

Tegninger (udvalg):
- Luftspejling (1899)
- Ildkugle (1899)
- O mørke, som fortærer verdener (1904)
- Anråbelse (1906)
- Henved 200 arbejder (enkeltværker, skitsebøger, originaler til illustrationer), testamentarisk gave til Vejen Kunstmuseum 1939

Bøger med egne tegninger:
- Forvandlede Blomster, 1899.
- Livets Skov, 1901.
- Drømmerens Bog, 1915.
- Udvalgte Tegninger, 1927.

Andre bogillustrationer:
- Georg Brandes: William Shakespeare, 1895-96 (titelblad).
- Henrik Ibsen: Brand, 1896.
- Georges Rodenbach: Det døde Brügge, 1912 (oversat af Lund og hustru).
- Edgar Allan Poe: Digte, 1919.
- Viggo Frederik Møller: Bag de graa Facader, 1922.

Raderinger og litografier:
- Kvindelig nøgenmodel med muffe (1913)
- Don Quixote (1914)
- Ribe Domkirke (1916)

Kunsthåndværk:
- Forlæg til intarsia på sokler (udstillet på Charlottenborg Forårsudstilling 1900, Rudolph Tegners Museum og Statuepark), broderimønstre; porcelænsdekoration; bogomslag; programomslag, bl.a. Afsløring af Rud. Tegners Finsenmonument (ca. 1910)

Udsmykninger:
- Vægbilleder til kinesisk festsal, Harald Simonsens Palæ, Østerbrogade (nu Dag Hammarskjölds Allé) 28 (1918, nedtaget)
- Pavillon i Marstal (1919)
- Desuden arbejder i Den Kongelige Kobberstiksamling og Designmuseum Danmark

## Galleri
- Forvandlede Blomster (1899)
- Jacobs Syn (1900)
- Illustration til Les Fleurs du mal (1901)
- Afrodite (1905)
- Vignet (1906)
- Prinsessen (1906)
- Zigeunerske (1906/08)
- Efteraar (1909)
- Kvindelig nøgenmodel. Halvfigur (1909)
- Adam (1912)
- Ribe Domkirke (1916)
- Illustration til Lenore (1918)